# Ullareds kyrka
Ullareds kyrka är en kyrkobyggnad som tillhör Ullareds församling i Göteborgs stift. Den ligger i samhället Ullared i Falkenbergs kommun.

## Historia
En kyrka från 1200-talet föregick dagens kyrka och revs 1828 då denna uppfördes. Vid arkeologiska undersökningar 2002-2003 av resterna efter medeltidskyrkan fann man att dess plan bestod av ett rektangelformat långhus och ett något smalare, rakt avslutat kor med huvudingång genom ett vapenhus på södra sidan av långhuset. Kyrkan var 18 x 9 meter. Dess öde var beseglat 1827 då Kungl. Maj:t beviljade rikskollekt åt en ny kyrka i Ullared.

## Kyrkobyggnaden
På den föregående kyrkans grund uppfördes dagens kyrka 1829. Den är uppförd i vitputsad sten av byggmästare Bengt Larsson från orten efter ritningar utförda av Samuel Enander vid Överintendentsämbetet och invigdes den 8 oktober 1829. Byggnaden är 25 x 13 meter. År 1843 tillkom dekorationsmålningar i taket utförda av Theodor Mohme från Öxnevalla. De är originella med små träd och buskar på rad vid tunnvalvets takfot.

## Inventarier
- Cuppan till en dopfunt från 1200-talet huggen i granit vid Funtaliden i Fagereds socken. Den är 50 cm hög, cylindrisk och saknar ornament och uttömningshål.[1] Funten har en dopskål av mässing från 1700-talet. När den nya kyrkan byggdes, togs denna dopfunt bort och användes av en smed till härdning. Den har emellertid reparerats och återförts till kyrkan och står på en nyhuggen fot med fyrkantig fotplatta.
- Då stendopfunten inte fanns på plats, användes en dopfunt av trä från 1700-talet, som fortfarande är bevarad.
- Altartavlan är från slutet av 1600-talet eller början av 1700-talet. Theodor Mohme har här lagt till en scen från Golgata. Altaruppsatsen är tillverkad 1841 av Johannes Andersson i Mjöbäck och har ett par kolonner som bär ett rakt överstycke.
- Även predikstolen är tillverkad av Johannes Andersson 1843 och bemålades samma år av Theodor Mohme. Den gamla predikstolen från 1600-talet är numera försvunnen.
- Nattvardskärlen är från 1638 och paténen från 1850.
- Kyrkkistan inköptes och målades 1837.
- Kyrkans golvur är en gåva från 1846 och tornuret skänktes 1952.
- Lillklockan är omgjuten 1808 av Anders Öfverström i Göteborg. Storklockan göts 1924 av Ohlssons klockgjuteri i Ystad. Båda har inskription.

### Orgelverk
- Den första piporgeln i kyrkan byggdes 1853 av Carl Nilsson och hade ursprungligen nio stämmor på en manual. Den utökades 1884 av samme byggare till tio stämmor. Spelbord med pedal är magasinerade i kyrkans torn, jämte diverse pipmaterial (trä och tenn). Orgelhusets fasad används fortfarande.

| Manual C-f³          | Bihangspedal C-e | Koppel                      |  |
| Borduna 16' Disk/Bas |                  | Ett koppel (okänd funktion) |  |
| Principal 8'         |                  |                             |  |
| Fugara 8'            |                  |                             |  |
| Gedackt 8'           |                  | Svällverk saknades          |  |
| Salisional 8'        |                  |                             |  |
| Dubbelfleut 8' Bas   |                  |                             |  |
| Oktava 4'            |                  |                             |  |
| Gedacktfleut 4'      |                  |                             |  |
| Oktava 2'            |                  |                             |  |
| Trumpet 8' Disk/Bas  |                  |                             |  |

- År 1934 genomgick orgelverket en omfattande ombyggnad och en pneumatisk tvåmanualig orgel med arton stämmor byggdes av A. Magnusson Orgelbyggeri AB.[2]

| Manual I C-g³   | Manual II C-g³     | Pedalverk C-f¹ | Koppel                     |  |
| Borduna 16'     | Rörflöjt 8'        | Subbas 16'     | (Uppgift saknas)           |  |
| Principal 8'    | Salicional 8'      | Gedakt 8'      |                            |  |
| Gedackt 8'      | Violinprincipal 8' | Violoncell 4'  |                            |  |
| Oktava 4'       | Fl. Oktaviant 4'   |                | Svällverk över hela orgeln |  |
| Gamba 8'        | Waldflöjt 2'       |                |                            |  |
| Kornett 8'      | ”Eolin”            |                |                            |  |
| Voix Celesta 8' |                    |                |                            |  |
| Trumpet 8'      |                    |                |                            |  |

- Dagens orgel är byggd 1982 av Tostareds Kyrkorgelfabrik och har tjugo stämmor.

| Huvudverk C-g³           | Bröstverk C-g³                | Pedalverk C-f¹     | Koppel                 |  |
| Manual I                 | Manual II                     | Subbas 16' (1934)  | I/II                   |  |
| Principal 8' (1853)      | Fugara 8' (1853)              | Borduna 8' (1934)  | I/Pedal                |  |
| Gedackt 8' (1982)        | Rörflöjt 8' (1934)            | Koralbas 4' (1934) | II/Pedal               |  |
| Oktava 4' (1982)         | Principal 4' (1934)           |                    | Svällverk på Manual II |  |
| Fl. Oktaviant 4' (1934)  | Fagott 16' (1982)             |                    |                        |  |
| Oktava 2' (1982)         | Waldflöjt 2' (1934)           |                    |                        |  |
| Sesquialtera 2 ch (1982) | Cymbel 2 ch (1982)            |                    |                        |  |
| Mixtur 4 ch (1982)       | Nasat 1 1/3 (1982)            |                    |                        |  |
| Trumpet 8' (1982)        | Skalmeja 8 (1982)             |                    |                        |  |
|                          | Tremulant (El-magnetisk 1982) |                    |                        |  |

## Bilder

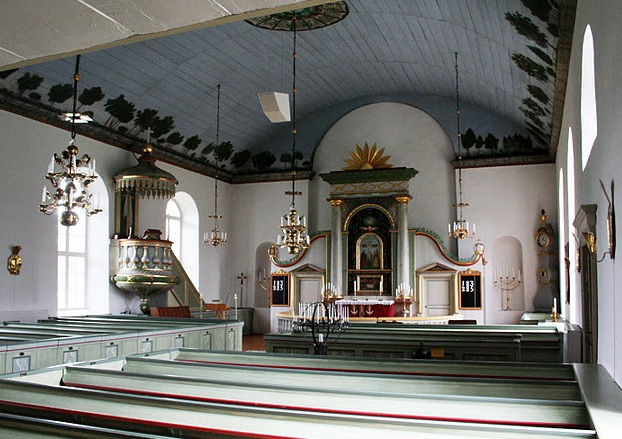
Interiör mot koret
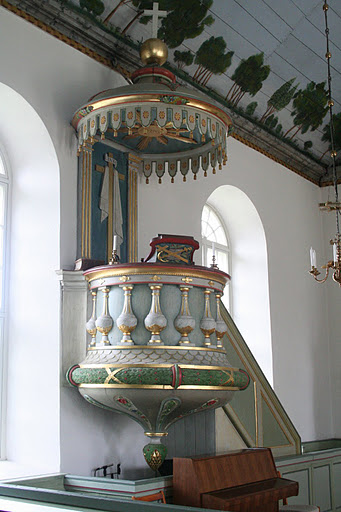
Predikstolen
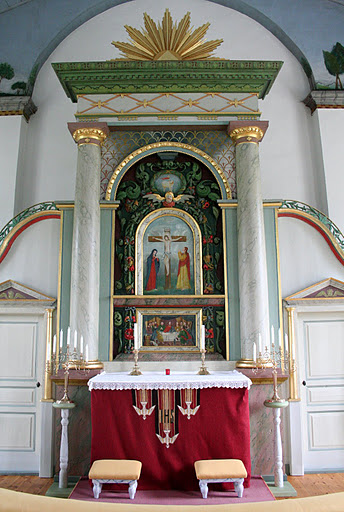
Altaruppsatsen
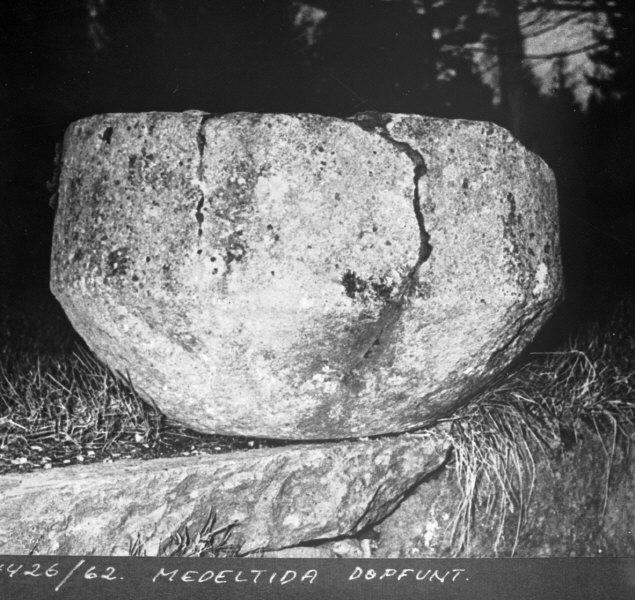
Den medeltida cuppan
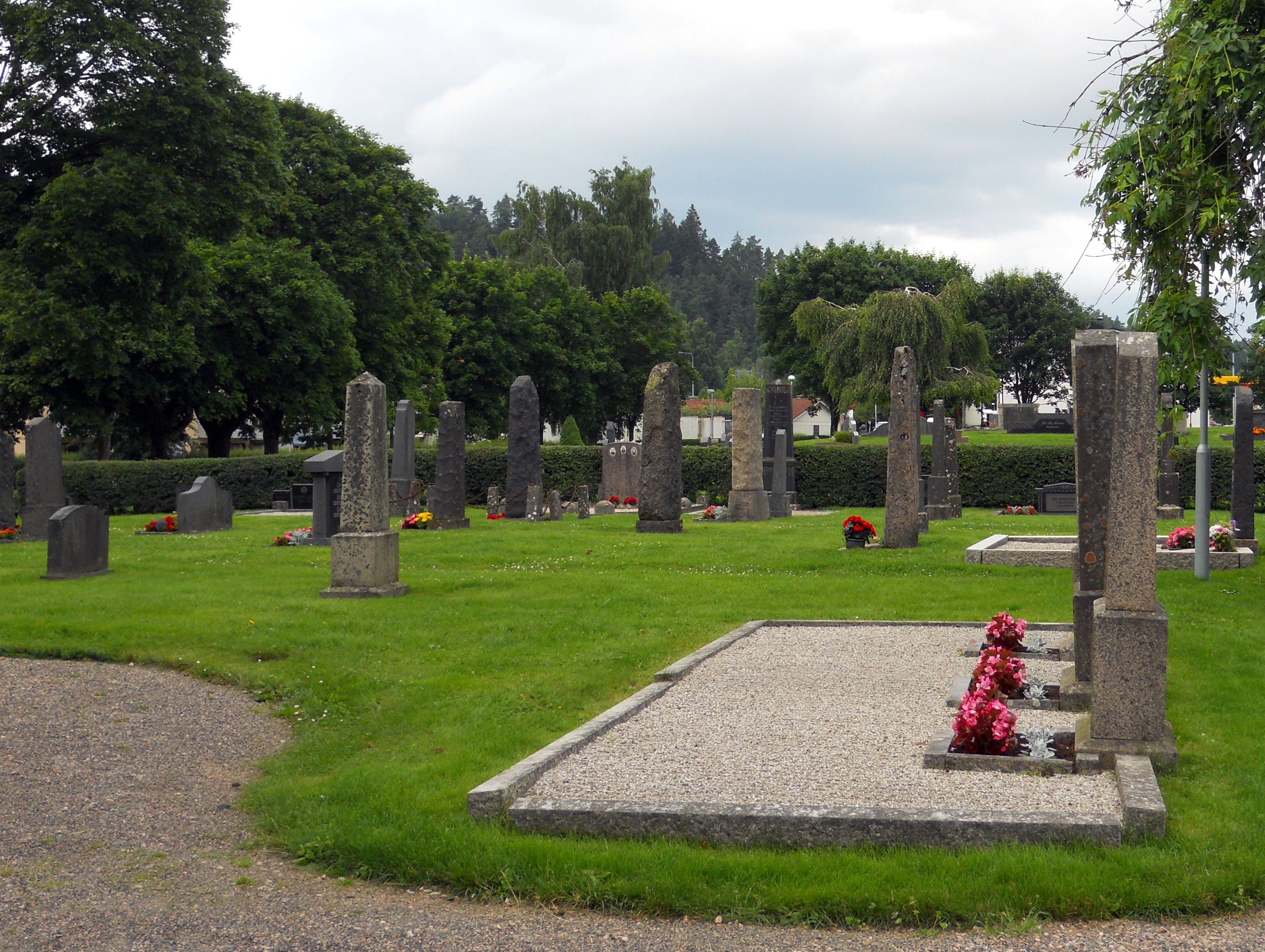
Kyrkogården